# Sorgenser Bockwindmühle

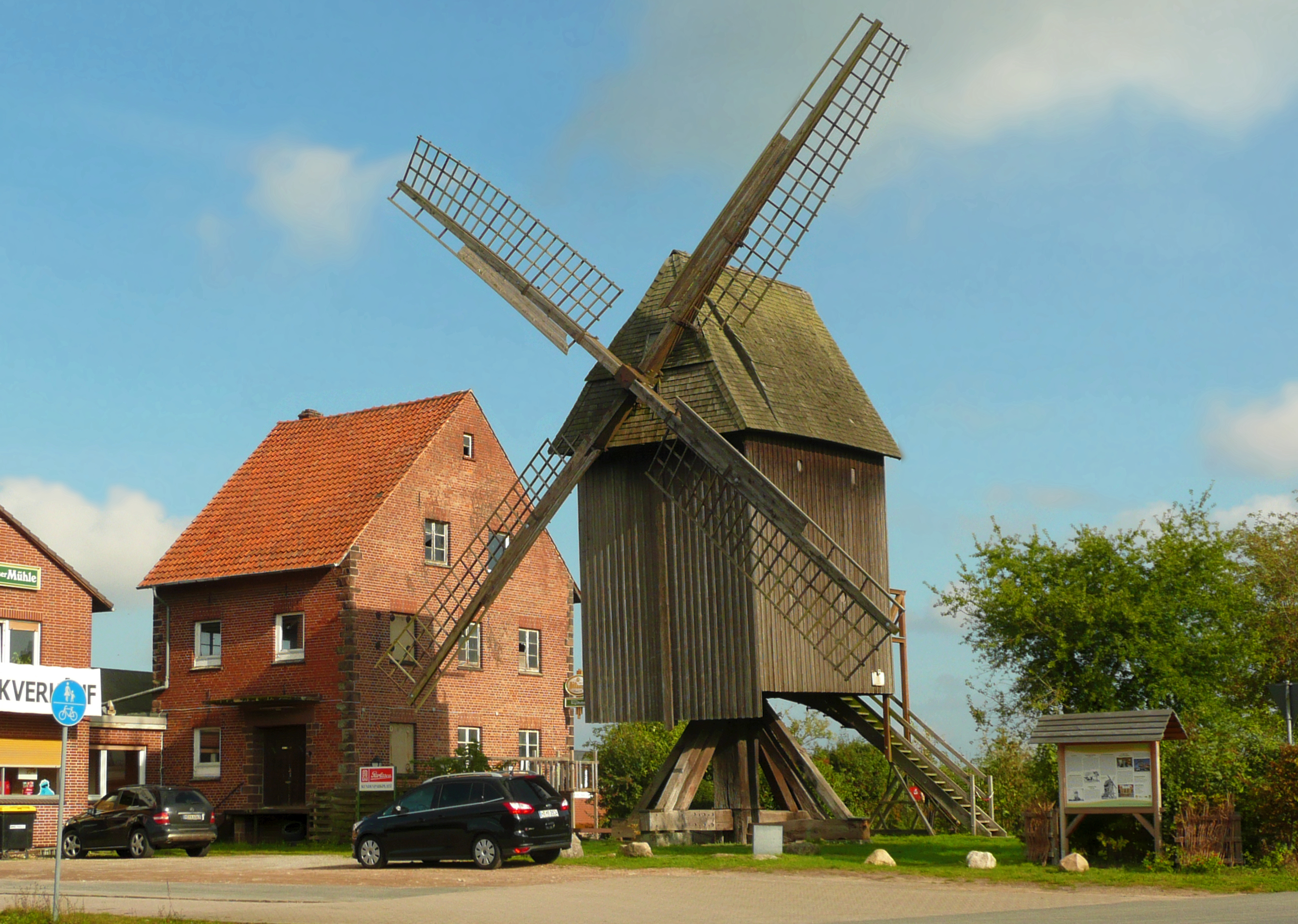
Sorgenser Bockwindmühle mit dem Gebäude der Motormühle

Die Sorgenser Bockwindmühle ist eine Windmühle in Sorgensen in der Region Hannover in Niedersachsen. Die Bockwindmühle wurde 1686 erbaut. Das heute denkmalgeschützte Bauwerk gilt als Wahrzeichen des Ortes.

## Beschreibung
Die Mühle weist eine Holzverkleidung auf. Das Dach ist mit Holzschindeln gedeckt. Die Mühle hat Segelgatterflügel. Die technische Inneneinrichtung ist 
mit dem Mahlgang, dem Sichter und dem Aufzug zum Teil erhalten.

## Geschichte
Die Mühle wurde 1686 nördlich von Burgdorf an der Straße nach Otze errichtet. Sie stand im Besitz des jeweiligen welfischen Landesherren und wurde vom Amt Burgdorf verpachtet. Eine erste Sanierung erfolgte 1783 durch den Müller Johann Heinrich Bodenstab. Die Müllerfamilie Bodenstab betrieb die Mühle bis 1882, als der Müller Friedrich Bodenstab in der Burgdorfer Aue ertrank. Sein Nachfolger war der Müller Hans Heinrich Ahrens. Erst ab 1918 war der Müller uneingeschränkter Eigentümer der Mühle, da an die Stelle der Pacht ein an das Amt Burgdorf zu zahlender Erbzins trat. 1918 erwarb Fritz Schwenke die Mühle. Im Wohnhaus neben der Mühle richtete er 1921 eine Gastwirtschaft ein, die bis 2016 betrieben wurde. 1948 wurde zur Unterstützung der Windmühle neben ihr eine Motormühle als roter Backsteinbau errichtet. 1960 stellte die von der Müllerfamilie Schwenke geführte Mühle den Betrieb ein. 1980 wurde die Mühle unter Denkmalschutz gestellt. 1985 erwarb die Stadt Burgdorf die Mühle und sanierte sie bis 1988. 2018 erhielt sie neue Flügel. Heute ist die Bockwindmühle eine Museumsmühle, die im Rahmen von Führungen und am Deutschen Mühlentag besichtigt werden kann.

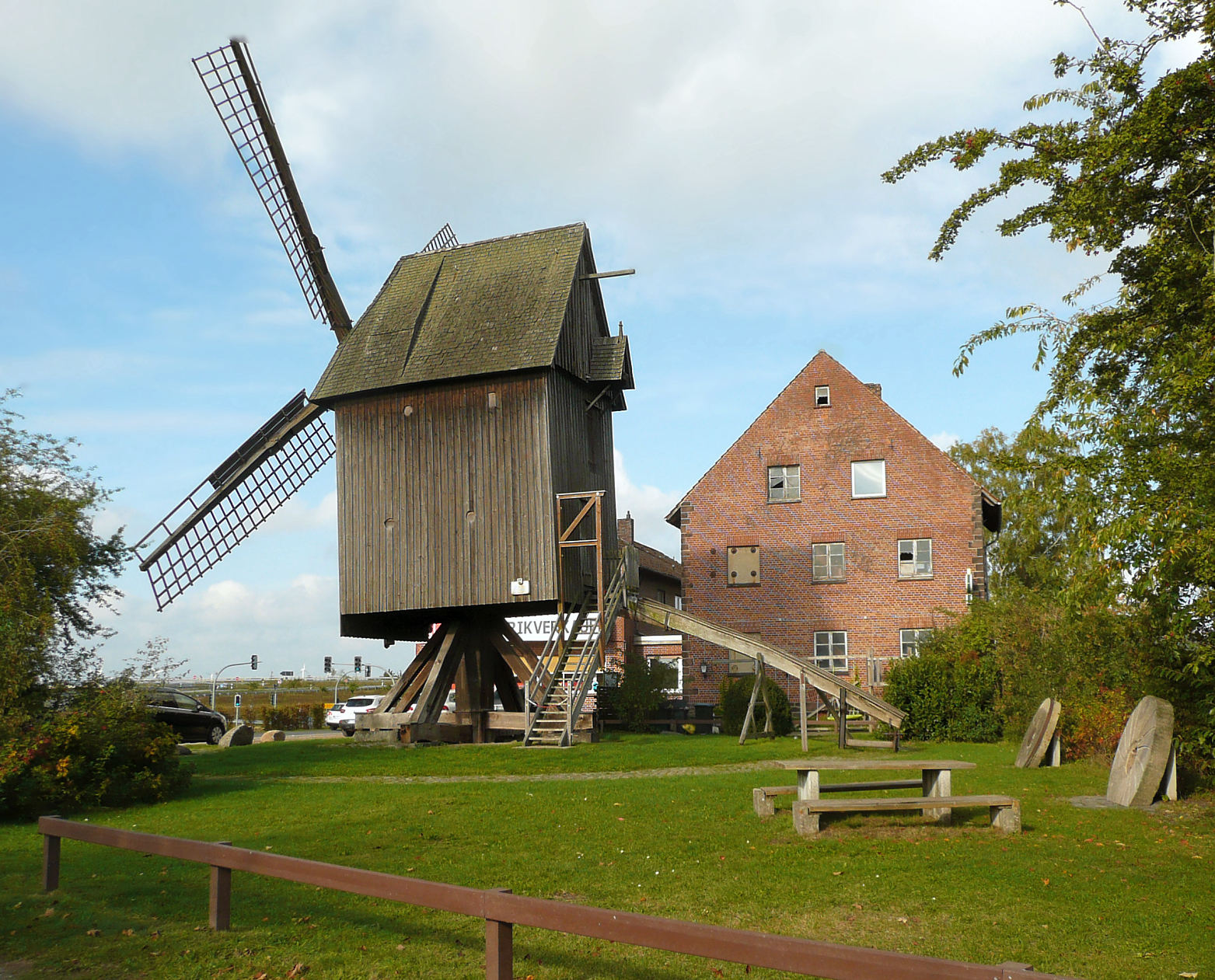
Seitliche Ansicht
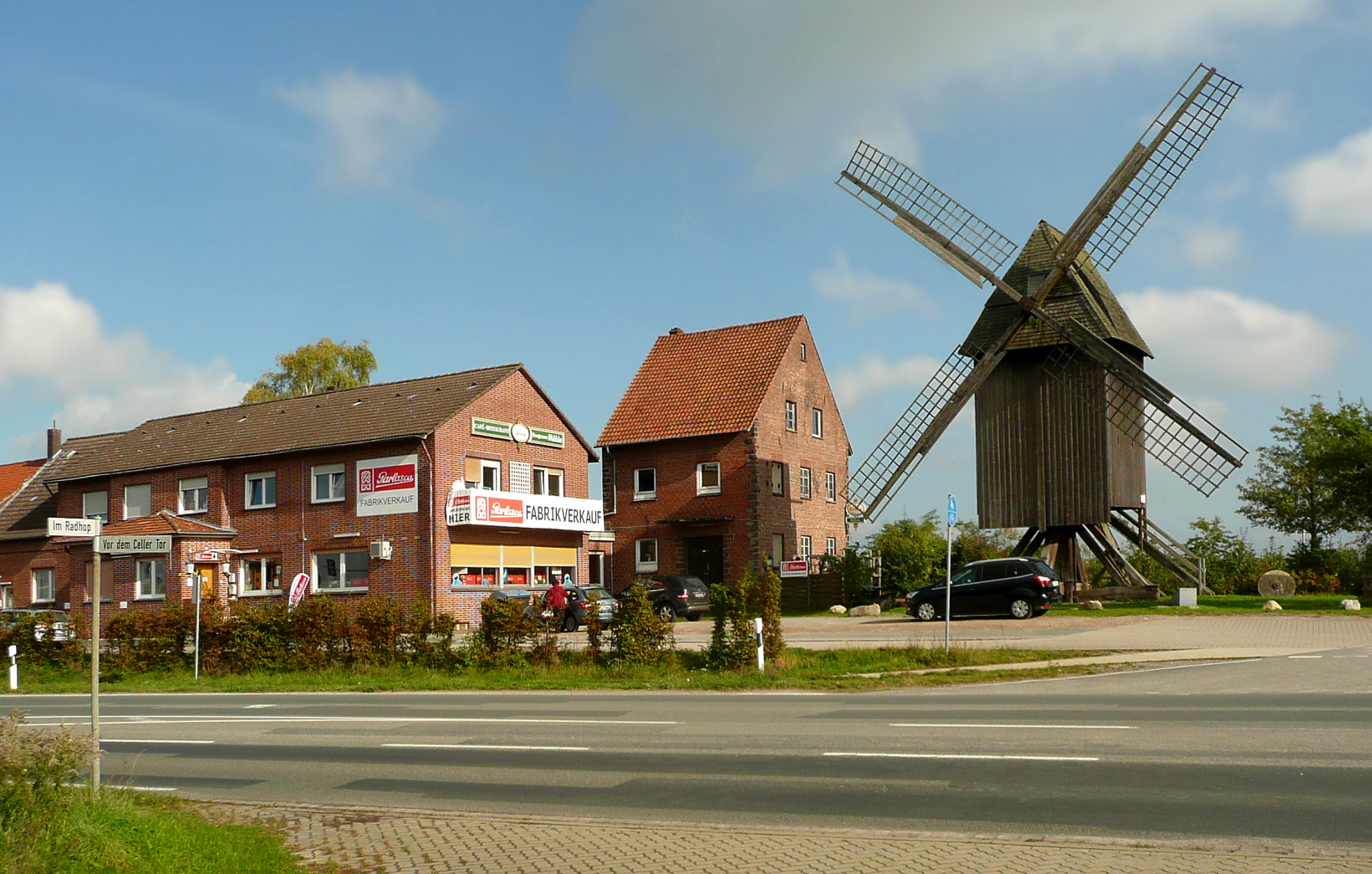
Gebäudeensemble
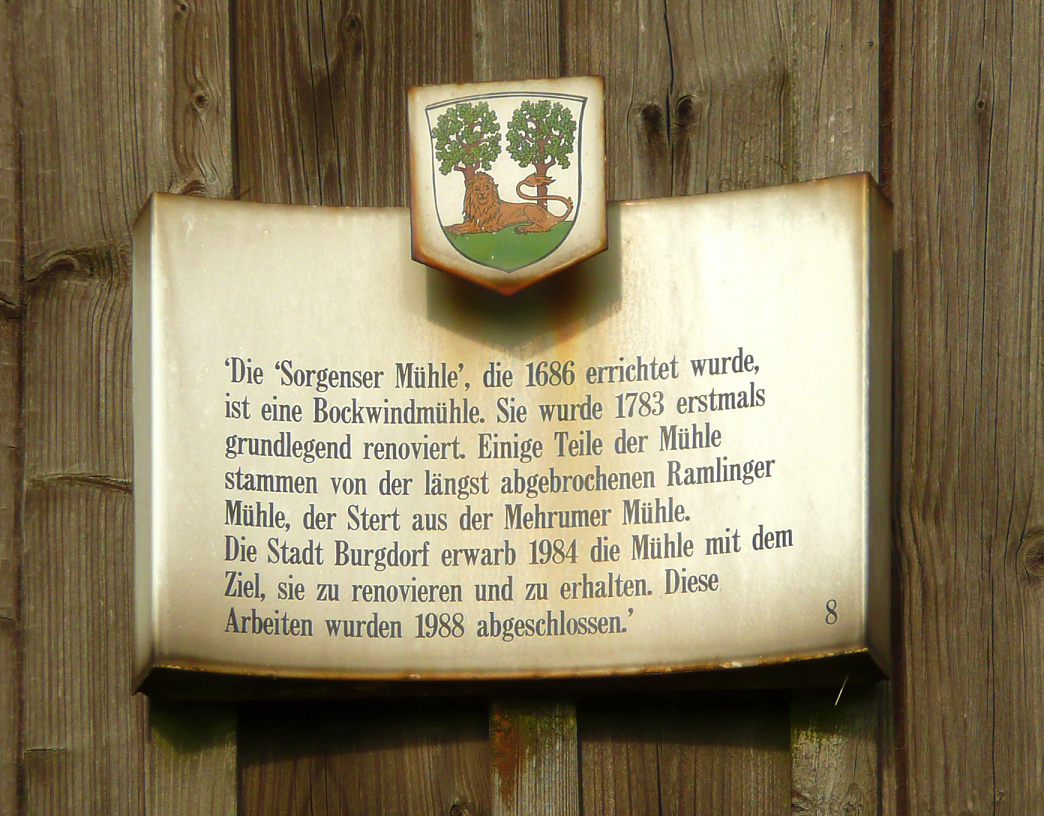
Schild an der Mühle